# Uraniborg

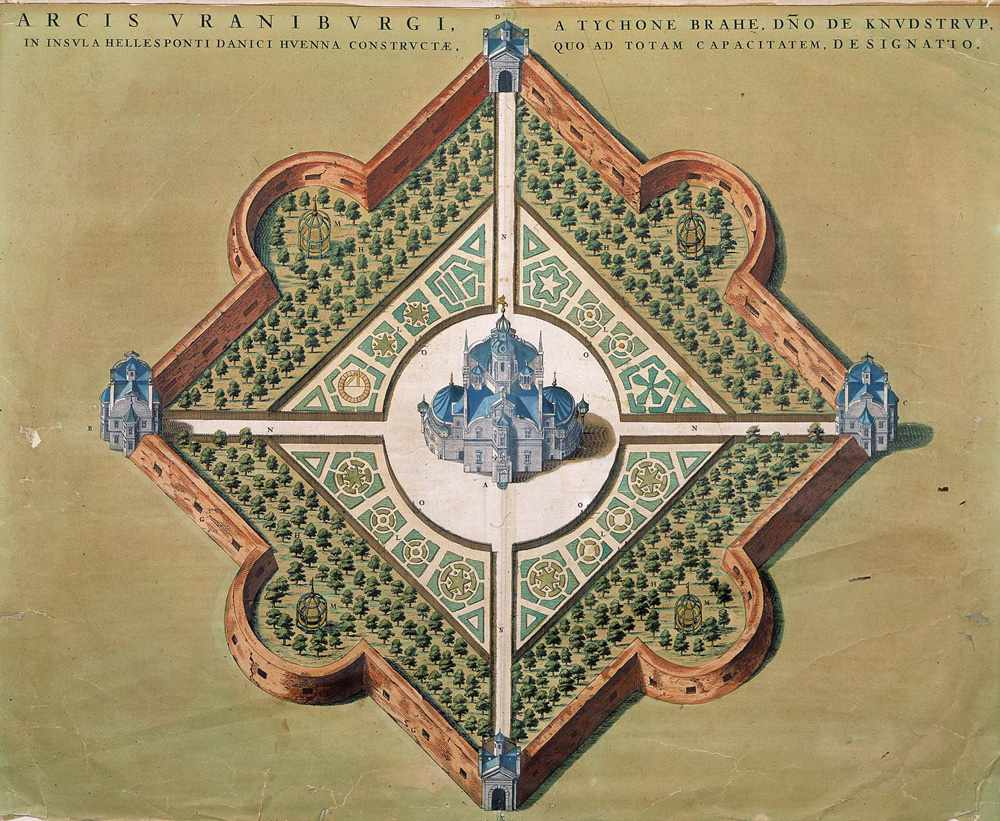
Tycho Brahes Uraniborg aus seinem Mechanik-Buch 1598 (großer Scan 320 kB)

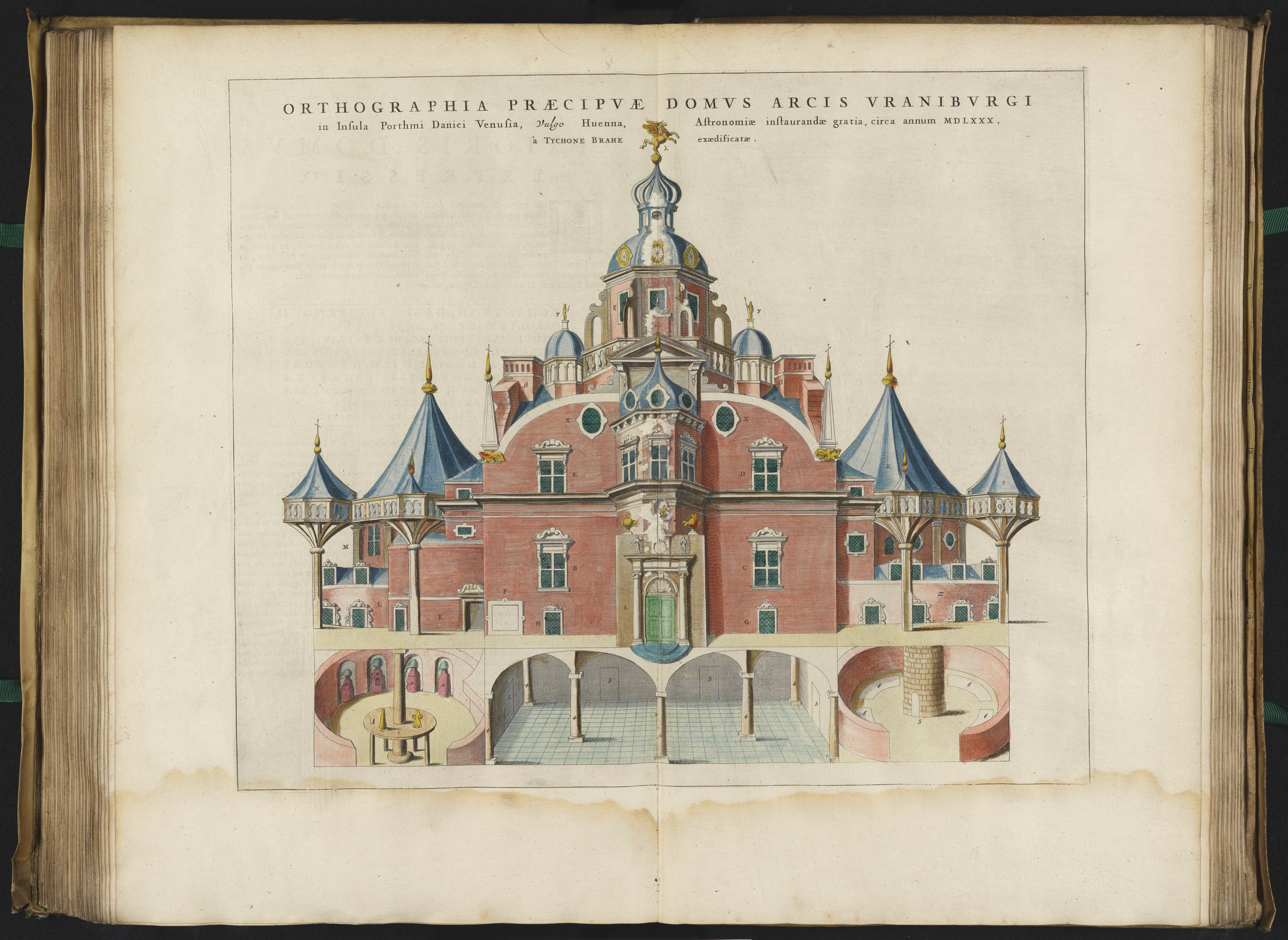
Tycho Brahes Uraniborg Hauptgebäude aus Blaeus Atlas Maior 1663

Uraniborg (deutsch „Uranienburg“) war das Observatorium des dänischen Astronomen Tycho Brahe. Es wurde von 1576 bis 1580 auf Ven gebaut, einer Insel im Öresund.
Tycho schrieb am 8. August 1576, dass sie den Grundstein gelegt hatten. Das Gebäude wurde Urania gewidmet, der Muse der Astronomie, und nach ihr Uraniborg benannt, das Schloss der Urania. Am Bau wirkten maßgebliche Künstler der Zeit mit: der Baumeister Hans van Steenwinckel der Ältere, der Bildhauer Johan Gregor van der Schardt war für die bauplastische Ikonografie zuständig und der große Springbrunnen im Hause war ein Werk des Nürnbergers Georg Labenwolf.
Uraniborg wurde eine Art frühes Forschungszentrum, welches Studenten aus vielen Regionen anzog. Der Palast beherbergte Ausrüstung für alchemistische Forschungen. Die Gärten bestanden aus Kräutern und Blumen, die geometrisch in Mustern angeordnet waren. In der Nähe lag Tychos Stjerneborg-Sternwarte, die er bauen ließ, als er bemerkte, dass Uraniborg nicht stabil genug für seine präzisen Instrumente war.
Mit dem Verlust der Unterstützung durch den neuen König Christian IV. verließ Tycho Ven im Jahre 1597, und sowohl Uraniborg als auch Stjerneborg wurden 1601 zerstört. Stjerneborg wurde in den 1950er Jahren archäologisch wiederentdeckt und restauriert und beherbergt heute eine Multimediashow.
Untersuchungen an einigen bei den Ausgrabungen in den 1980er Jahren gefundenen Scherben, die vermutlich aus Tychos alchemistischem Labor stammten, zeigten Anreicherungen von Elementen wie Nickel, Kupfer, Zinn und Zink, aber auch Blei, Quecksilber, Antimon und Gold. Überraschenderweise wurde auch das zu der Zeit noch gar nicht bekannte Element Wolfram gefunden.